# Houdan
Houdan è un comune francese di 3 381 abitanti situato nel dipartimento degli Yvelines nella regione dell'Île-de-France.
Il territorio comunale è bagnato dalle acque del fiume Vesgre.

## Società

### Evoluzione demografica
Abitanti censiti